# Občanská koalice
Občanská koalice (zkratka KO, polsky Koalicja Obywatelska), celým názvem Občanská koalice PO .N iPL Zelení (polsky Koalicja Obywatelska PO .N iPL Zieloni), je polská politická koalice sdružující Občanskou platformu a menší strany.

## Historie
Občanská koalice vznikla původně jako aliance stran Občanská platforma a Nowoczesna pro regionální volby v roce 2018. V těch se umístila na druhém místě s 27 % hlasů. Na konci roku 2018 bylo oznámeno rozšíření koalice pro parlamentní volby v říjnu 2019. KO v sobě zahrnula i Zelené a menší liberální a regionální uskupení; lídryní se stala Małgorzata Kidawa-Błońska z Občanské platformy. Ve volbách ale koalice prohrála s vládnoucí stranou Právo a spravedlnost, když obdržela pouze 27 % hlasů.
Občanská koalice pokračuje i do parlamentních voleb 2023, kdy ji vede expremiér Donald Tusk z Občanské platformy.

## Ideologie
Přestože je jasnou hlavní silou v koalici středopravicová Občanská platforma, ostatní strany se nacházejí na různých stranách politického spektra od středolevice po pravici. Sjednocujícími prvky je opozice vůči vládě PiS, společensky liberální postoje, podpora liberální demokracie, Evropské unie a NATO.
Ve volbách má Občanská koalice silnou podporu na severozápadě země a ve velkých městech jako Varšava, Poznaň, Gdaňsk, Vratislav, Lodž a Krakov. Menší podporu má na venkově a v konzervativním východním Polsku.

## Složení

### Složení pro parlamentní volby 2023
| Strana | Strana              | Ideologie                | Lídr                                 | Volby 2023 | Volby 2023 |
| Strana | Strana              | Ideologie                | Lídr                                 | Sejm       | Senát      |
| ------ | ------------------- | ------------------------ | ------------------------------------ | ---------- | ---------- |
|        | Občanská platforma  | Liberální konzervatismus | Donald Tusk                          | 122/460    | 36/100     |
|        | Nowoczesna          | Liberalismus             | Adam Szłapka                         | 6/460      | 0/100      |
|        | Polská iniciativa   | Progresivismus           | Barbara Nowacka                      | 3/460      | 0/100      |
|        | Strana zelených     | Zelená politika          | Małgorzata Tracz Wojciech Kubalewski | 3/460      | 0/100      |
|        | AGROunie            | Agrární socialismus      | Michał Kołodziejczak                 | 1/460      | 0/100      |
|        | Dobré hnutí         | Klasický liberalismus    | Paweł Szramka                        | 1/460      | 0/100      |
|        | Nezávislí a ostatní |                          |                                      | 22/460     | 5/100      |

### Podporující strany
| Strana | Strana                       | Ideologie               | Lídr            | Sejm  | Senát |
| ------ | ---------------------------- | ----------------------- | --------------- | ----- | ----- |
|        | Ano! Za Polsko               | Regionalismus           | Jacek Karnowski | 0/460 | 0/100 |
|        | Liga polských rodin          | Sociální konzervatismus | Witold Bałażak  | 0/460 | 0/100 |
|        | Sdružení demokratické levice | Sociální demokracie     | Jerzy Teichert  | 0/460 | 0/100 |

## Volební výsledky

### Parlament Polska

#### Sejm
| Volby | Hlasy     | Hlasy | Mandáty | Mandáty | Pozice | Postavení |
| Volby | Počet     | %     | Počet   | ±       | Pozice | Postavení |
| ----- | --------- | ----- | ------- | ------- | ------ | --------- |
| 2019  | 5 060 355 | 27,4  | 134/460 | ▼32     | ▬ 2.   | Opozice   |
| 2023  | 6 629 402 | 30,7  | 157/460 | ▲23     | ▬ 2.   | Vláda     |

#### Senát
| Volby | Hlasy     | Hlasy | Mandáty | Mandáty | Pozice |
| Volby | Počet     | %     | Počet   | ±       | Pozice |
| ----- | --------- | ----- | ------- | ------- | ------ |
| 2019  | 6 490 306 | 35,7  | 43/100  | ▲9      | ▬ 2.   |
| 2023  | 6 187 296 | 28,9  | 41/100  | ▼2      | ▲1.    |

### Evropský parlament
| Volby | Hlasy     | Hlasy | Mandáty | Mandáty | Pozice |
| Volby | Počet     | %     | Počet   | ±       | Pozice |
| ----- | --------- | ----- | ------- | ------- | ------ |
| 2024  | 4 359 443 | 37,1  | 21/53   | ▲7      | ▲1.    |

### Prezidentské volby
| Volby | Kandidát          | První kolo | První kolo | První kolo | Druhé kolo | Druhé kolo | Druhé kolo |
| Volby | Kandidát          | Hlasy      | v %        | Výsledek   | Hlasy      | v %        | Výsledek   |
| ----- | ----------------- | ---------- | ---------- | ---------- | ---------- | ---------- | ---------- |
| 2020  | Rafał Trzaskowski | 5 917 340  | 30,5       | 2.         | 10 018 263 | 49,0       | prohrál    |

### Shromáždění vojvodství
| Volby | Hlasy     | Hlasy | Mandáty | Mandáty | Pozice |
| Volby | Počet     | %     | Počet   | ±       | Pozice |
| ----- | --------- | ----- | ------- | ------- | ------ |
| 2018  | 4 162 720 | 27,0  | 194/552 | ▲15     | ▼2.    |
| 2023  | 4 409 607 | 30,6  | 210/552 | ▲16     | ▬ 2.   |